# Football League Cup 1975-1976
La Football League Cup 1975-1976 è stata la 16ª edizione del terzo torneo calcistico più importante del calcio inglese, la 10ª in finale unica. La manifestazione, ebbe inizio il 18 agosto 1975 e si concluse il 28 febbraio 1976 con la finale di Wembley.
Il trofeo fu vinto dal Manchester City, che nell'atto conclusivo si impose sul Newcastle United, con il punteggio di 2-1.
A partire da questa edizione viene introdotta la doppia sfida andata e ritorno nelle gare del primo turno (così come accade già per le semifinali); in caso di parità di gol nelle due partite, si disputa la ripetizione e, se necessario, si prosegue con i tempi supplementari ed eventuali tiri di rigore.

## Formula
La Football League Cup era riservata alle 92 squadre della Football League. Il torneo era composto da scontri ad eliminazione diretta: in caso di pareggio si giovana la ripetizione a campi invertiti fino a quando non c'era una vincitrice, in finale invece si rigiocava sempre in campo neutro. Se anche nel replay si verificava un pari, si faceva ricorso ai tempi supplementari. Il primo turno e le semifinali prevedevano invece due partite, dove la squadra con il miglior risultato combinato accedeva al turno successivo: qualora l'aggregato dei gol fra le due gare risultava in parità, si giocava la ripetizione ed eventualmente si disputavano supplementari e tiri di rigore.
|                              | Squadre che entrano in questo turno                                                                    | Squadre qualificate dal turno precedente    |
| ---------------------------- | --- | ------------------------------------------- |
| Primo turno (56 squadre)     | - 24 squadre dalla Fourth Division - 24 squadre dalla Third Division - 8 squadre dalla Second Division |                                             |
| Secondo turno (64 squadre)   | - 22 squadre dalla First Division - 14 squadre dalla Second Division                                   | - 28 squadre vincitrici del primo turno     |
| Terzo turno (32 squadre)     | | - 32 squadre vincitrici del secondo turno   |
| Quarto turno (16 squadre)    | | - 16 squadre vincitrici del terzo turno     |
| Quarti di finale (8 squadre) | | - 8 squadre vincitrici del quarto turno     |
| Semifinali (4 squadre)       | | - 4 squadre vincitrici dei quarti di finale |
| Finale (2 squadre)           | | - 2 squadre vincitrici delle semifinali     |

## Primo turno
| Squadra 1         | Totale | Squadra 2         | Andata         | Ritorno        |
| ----------------- | ------ | ----------------- | -------------- | -------------- |
|                   |        |                   | 18 agosto 1975 | 26 agosto 1975 |
| Oldham Athletic   | 6 - 1  | Workington        | 3 - 0          | 3 - 1          |
|                   |        |                   | 19 agosto 1975 | 25 agosto 1975 |
| Crystal Palace    | 4 - 3  | Colchester Utd    | 3 - 0          | 1 - 3          |
| Doncaster         | 3 - 1  | Grimsby Town      | 3 - 1          | 0 - 0          |
| Halifax Town      | 5 - 3  | Hartlepool Utd    | 4 - 1          | 1 - 2          |
| Swindon Town      | 3 - 1  | Millwall          | 2 - 1          | 1 - 0          |
|                   |        |                   | 19 agosto 1975 | 26 agosto 1975 |
| Bury              | 4 - 0  | Rochdale          | 2 - 0          | 2 - 0          |
| Cambridge Utd     | 1 - 4  | Charlton          | 1 - 1          | 0 - 3          |
| Newport County    | 1 - 3  | Exeter City       | 1 - 1          | 0 - 2          |
| Plymouth          | 4 - 1  | Bournemouth       | 2 - 0          | 2 - 1          |
| Walsall           | 1 - 2  | Shrewsbury Town   | 0 - 0          | 1 - 2          |
|                   |        |                   | 19 agosto 1975 | 27 agosto 1975 |
| Brentford         | 3 - 2  | Brighton          | 2 - 1          | 1 - 1          |
| Darlington        | 2 - 2  | Sheffield Weds    | 0 - 2          | 2 - 0          |
| Huddersfield Town | 3 - 2  | Barnsley          | 2 - 1          | 1 - 1          |
| Port Vale         | 4 - 4  | Hereford Utd      | 4 - 2          | 0 - 2          |
| Preston N.E.      | 2 - 0  | Blackburn         | 2 - 0          | 0 - 0          |
| Rotherham Utd     | 2 - 7  | Nottingham Forest | 1 - 2          | 1 - 5          |
| Swansea City      | 4 - 7  | Torquay Utd       | 1 - 2          | 3 - 5          |
| Watford           | 3 - 1  | Northampton Town  | 2 - 0          | 1 - 1          |
|                   |        |                   | 20 agosto 1975 | 25 agosto 1975 |
| Lincoln City      | 6 - 5  | Chesterfield      | 4 - 2          | 2 - 3          |
| Reading           | 1 - 2  | Gillingham        | 0 - 1          | 1 - 1          |
| Southport         | 5 - 2  | Stockport County  | 3 - 1          | 2 - 1          |
|                   |        |                   | 20 agosto 1975 | 26 agosto 1975 |
| Aldershot         | 2 - 3  | Portsmouth        | 1 - 1          | 1 - 2          |
| Bradford City     | 2 - 3  | York City         | 2 - 0          | 0 - 3          |
| Cardiff City      | 2 - 3  | Bristol Rovers    | 1 - 2          | 1 - 1          |
| Crewe Alexandra   | 3 - 3  | Tranmere          | 2 - 1          | 1 - 2          |
| Mansfield Town    | 6 - 0  | Scunthorpe Utd    | 4 - 0          | 2 - 0          |
|                   |        |                   | 20 agosto 1975 | 27 agosto 1975 |
| Southend Utd      | 2 - 3  | Peterborough Utd  | 2 - 0          | 0 - 3          |
| Wrexham           | 3 - 0  | Chester City      | 3 - 0          | 0 - 0          |

### Replay
| Squadra 1        | Risultato                   | Squadra 2    |
| ---------------- | --------------------------- | ------------ |
| 1 settembre 1975 |                             |              |
| Port Vale        | 0 - 1                       | Hereford Utd |
| 2 settembre 1975 |                             |              |
| Crewe Alexandra  | 2 - 1 (d.t.s.)              | Tranmere     |
| 3 settembre 1975 |                             |              |
| Sheffield Weds   | 0 - 0 (d.t.s.) 3-5 (d.c.r.) | Darlington   |

## Secondo turno
| Squadra 1         | Risultato | Squadra 2         |
| ----------------- | --------- | ----------------- |
| 9 settembre 1975  |           |                   |
| Birmingham City   | 4 - 0     | Leyton Orient     |
| Bury              | 1 - 2     | Middlesbrough     |
| Carlisle Utd      | 2 - 0     | Gillingham        |
| Charlton          | 3 - 3     | Oxford Utd        |
| Darlington        | 2 - 1     | Luton Town        |
| Doncaster         | 2 - 1     | Crystal Palace    |
| Everton           | 2 - 2     | Arsenal           |
| Hull City         | 4 - 2     | Preston N.E.      |
| Leeds Utd         | 3 - 2     | Ipswich Town      |
| Notts County      | 2 - 1     | Sunderland        |
| Portsmouth        | 1 - 1     | Leicester City    |
| Shrewsbury Town   | 1 - 4     | QPR               |
| Southampton       | 0 - 1     | Bristol Rovers    |
| Swindon Town      | 2 - 2     | Wolverhampton     |
| Watford           | 0 - 1     | Tottenham         |
| West Bromwich     | 1 - 1     | Fulham            |
| West Ham Utd      | 0 - 0     | Bristol City      |
| 10 settembre 1975 |           |                   |
| Aston Villa       | 2 - 0     | Oldham Athletic   |
| Bolton            | 1 - 3     | Coventry City     |
| Crewe Alexandra   | 1 - 0     | Chelsea           |
| Derby County      | 2 - 1     | Huddersfield Town |
| Halifax Town      | 2 - 4     | Sheffield Utd     |
| Hereford Utd      | 1 - 4     | Burnley           |
| Lincoln City      | 2 - 1     | Stoke City        |
| Manchester Utd    | 2 - 1     | Brentford         |
| Newcastle Utd     | 6 - 0     | Southport         |
| Norwich City      | 1 - 1     | Manchester City   |
| Nottingham Forest | 1 - 0     | Plymouth          |
| Peterborough Utd  | 2 - 0     | Blackpool         |
| Torquay Utd       | 1 - 1     | Exeter City       |
| Wrexham           | 1 - 2     | Mansfield Town    |
| York City         | 0 - 1     | Liverpool         |

### Replay
| Squadra 1         | Risultato      | Squadra 2     |
| ----------------- | -------------- | ------------- |
| 16 settembre 1975 |                |               |
| Wolverhampton     | 3 - 2          | Swindon Town  |
| 17 settembre 1975 |                |               |
| Exeter City       | 1 - 2          | Torquay Utd   |
| Leicester City    | 1 - 0 (d.t.s.) | Portsmouth    |
| Manchester City   | 2 - 2 (d.t.s.) | Norwich City  |
| Oxford Utd        | 1 - 1 (d.t.s.) | Charlton      |
| 23 settembre 1975 |                |               |
| Arsenal           | 0 - 1          | Everton       |
| 24 settembre 1975 |                |               |
| Bristol City      | 1 - 3          | West Ham Utd  |
| Fulham            | 1 - 0          | West Bromwich |

### Secondo Replay
| Squadra 1         | Risultato      | Squadra 2       |
| ----------------- | -------------- | --------------- |
| 29 settembre 1975 |                |                 |
| Norwich City      | 1 - 6          | Manchester City |
| Oxford Utd        | 2 - 3 (d.t.s.) | Charlton        |

## Terzo turno
| Squadra 1       | Risultato | Squadra 2         |
| --------------- | --------- | ----------------- |
| 7 ottobre 1975  |           |                   |
| Birmingham City | 0 - 2     | Wolverhampton     |
| Bristol Rovers  | 1 - 1     | Newcastle Utd     |
| Hull City       | 2 - 0     | Sheffield Utd     |
| Liverpool       | 1 - 1     | Burnley           |
| Middlesbrough   | 1 - 0     | Derby County      |
| QPR             | 1 - 1     | Charlton          |
| Torquay Utd     | 1 - 1     | Doncaster         |
| 8 ottobre 1975  |           |                   |
| Aston Villa     | 1 - 2     | Manchester Utd    |
| Crewe Alexandra | 0 - 2     | Tottenham         |
| Everton         | 2 - 0     | Carlisle Utd      |
| Fulham          | 0 - 1     | Peterborough Utd  |
| Leeds Utd       | 0 - 1     | Notts County      |
| Leicester City  | 2 - 1     | Lincoln City      |
| Manchester City | 2 - 1     | Nottingham Forest |
| Mansfield Town  | 2 - 0     | Coventry City     |
| West Ham Utd    | 3 - 0     | Darlington        |

### Replay
| Squadra 1       | Risultato | Squadra 2      |
| --------------- | --------- | -------------- |
| 13 ottobre 1975 |           |                |
| Doncaster       | 3 - 0     | Torquay Utd    |
| 14 ottobre 1975 |           |                |
| Burnley         | 1 - 0     | Liverpool      |
| Charlton        | 0 - 3     | QPR            |
| 15 ottobre 1975 |           |                |
| Newcastle Utd   | 2 - 0     | Bristol Rovers |

## Quarto turno
| Squadra 1        | Risultato | Squadra 2        |
| ---------------- | --------- | ---------------- |
| 11 novembre 1975 |           |                  |
| Burnley          | 2 - 0     | Leicester City   |
| Doncaster        | 2 - 1     | Hull City        |
| Everton          | 2 - 2     | Notts County     |
| Middlesbrough    | 3 - 0     | Peterborough Utd |
| QPR              | 1 - 3     | Newcastle Utd    |
| 12 novembre 1975 |           |                  |
| Manchester City  | 4 - 0     | Manchester Utd   |
| Mansfield Town   | 1 - 0     | Wolverhampton    |
| Tottenham        | 0 - 0     | West Ham Utd     |

### Replay
| Squadra 1        | Risultato      | Squadra 2 |
| ---------------- | -------------- | --------- |
| 24 novembre 1975 |                |           |
| West Ham Utd     | 0 - 2 (d.t.s.) | Tottenham |
| 25 novembre 1975 |                |           |
| Notts County     | 2 - 0          | Everton   |

## Quarti di finale
| Squadra 1       | Risultato | Squadra 2      |
| --------------- | --------- | -------------- |
| 3 dicembre 1975 |           |                |
| Burnley         | 0 - 2     | Middlesbrough  |
| Manchester City | 4 - 2     | Mansfield Town |
| Newcastle Utd   | 1 - 0     | Notts County   |
| Tottenham       | 7 - 2     | Doncaster      |

## Semifinali
| Squadra 1     | Totale | Squadra 2       | Andata          | Ritorno         |
| ------------- | ------ | --------------- | --------------- | --------------- |
|               |        |                 | 13 gennaio 1976 | 21 gennaio 1976 |
| Middlesbrough | 1 - 4  | Manchester City | 1 - 0           | 0 - 4           |
|               |        |                 | 14 gennaio 1976 | 21 gennaio 1976 |
| Tottenham     | 2 - 3  | Newcastle Utd   | 1 - 0           | 1 - 3           |

## Finale
| Arbitro: | John Keith Taylor |

|                       |           |             |
| Barnes 11’ Tueart 46’ | Marcatori | 35’ Gowling |

| Manchester City | Newcastle United |

| MANCHESTER CITY |    |                 |
|                 |    |                 |
| P               | 1  | Joe Corrigan    |
| D               | 2  | Ged Keegan      |
| D               | 3  | Willie Donachie |
| D               | 4  | Mike Doyle (C)  |
| D               | 5  | Dave Watson     |
| C               | 6  | Alan Oakes      |
| C               | 7  | Peter Barnes    |
| C               | 8  | Tommy Booth     |
| A               | 9  | Joe Royle       |
| C               | 10 | Asa Hartford    |
| A               | 11 | Dennis Tueart   |
| A disposizione: |    |                 |
| D               | 12 | Kenny Clements  |
| Manager:        |    |                 |
| Tony Book       |    |                 |

| NEWCASTLE UNITED |    |                      |
|                  |    |                      |
| P                | 1  | Mike Mahoney         |
| D                | 2  | Irving Nattrass      |
| D                | 3  | Alan Kennedy         |
| D                | 5  | Glenn Keeley         |
| D                | 6  | Pat Howard           |
| C                | 4  | Stewart Barrowclough |
| C                | 8  | Tommy Cassidy        |
| C                | 11 | Tommy Craig (C)      |
| A                | 7  | Micky Burns          |
| A                | 9  | Malcolm Macdonald    |
| A                | 10 | Alan Gowling         |
| A disposizione:  |    |                      |
| A                | 12 | Paul Cannell         |
| Manager:         |    |                      |
| Gordon Lee       |    |                      |